# Copaifera lucens
Copaifera lucens är en ärtväxtart som beskrevs av John Duncan Dwyer. Copaifera lucens ingår i släktet Copaifera, och familjen ärtväxter. Inga underarter finns listade i Catalogue of Life.